# Charles Trudaine
Pour les articles homonymes, voir Trudaine.

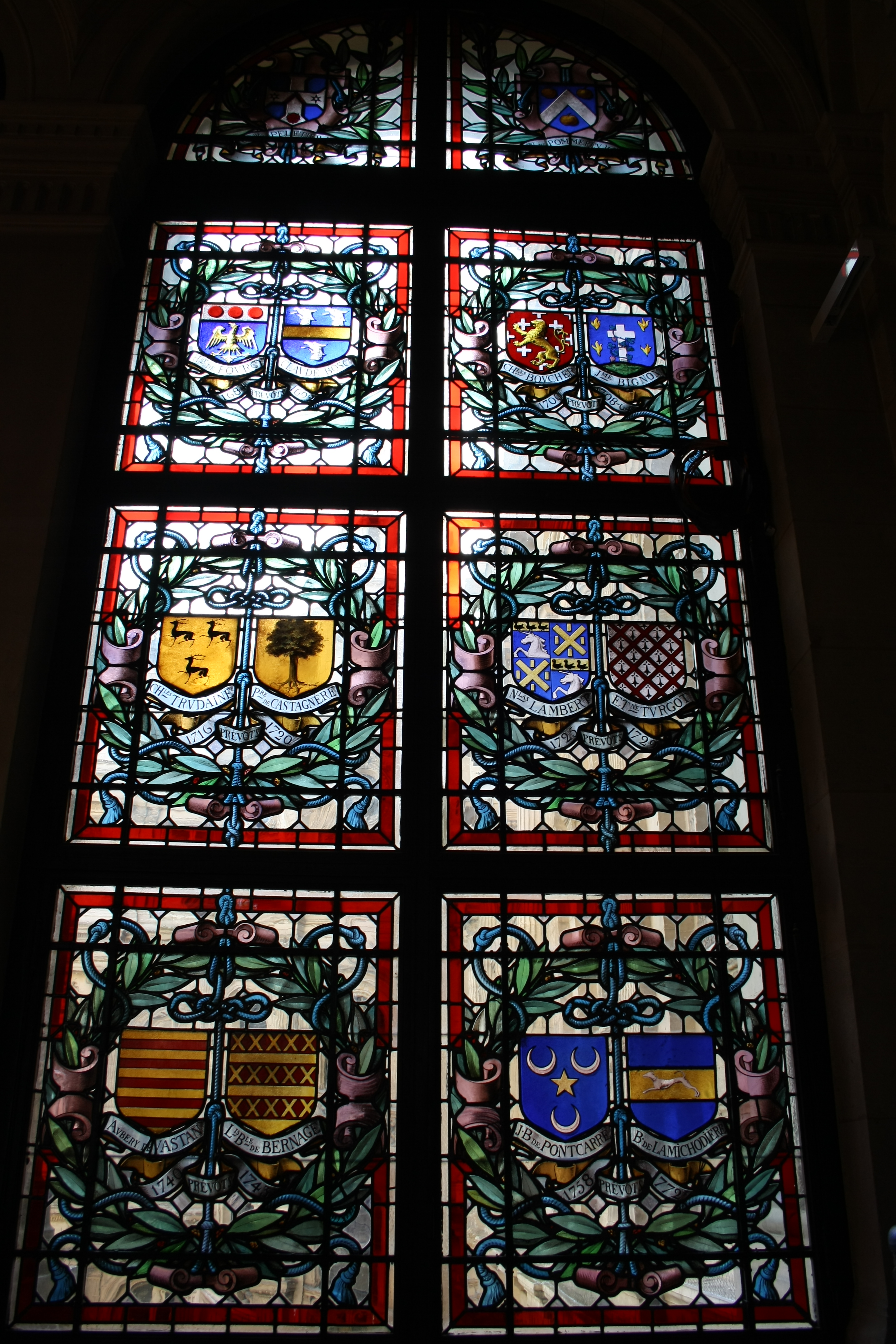
Armoiries de Charles Trudaine

Charles Trudaine, seigneur de Montigny, né le 3 janvier 1660 et mort le 21 juillet 1721 est un prévôt des marchands de Paris, conseiller au Parlement de Paris.

## Biographie
Issu de la famille Trudaine, il est le fils de Charles Trudaine, maître des comptes à Paris, et d'Anne-Marie Jolly de Champigny.
Nommé maître des requêtes en 1689, puis intendant de Lyon en 1705. Il est membre de l'Académie des sciences, belles-lettres et arts de Lyon de 1704 à 1710. En 1710, il devient intendant de Bourgogne à Dijon, poste qu'il occupe jusqu'en mars 1711. Il entre ensuite au Conseil d'État.
En 1716, c'est sa parenté avec le chancelier Voysin, époux de sa soeur, qui lui vaut d'être nommé prévôt des marchands de Paris à la suite de Jérôme Bignon. Il est réputé pour sa grande honnêteté et occupe ce poste jusqu'en 1720, date à laquelle il est révoqué par le Régent, Philippe d'Orléans, qui lui signifiera « Nous vous avons ôté votre place parce que vous êtes trop honnête homme. », à la suite du scandale entraîné par les spéculations sur les actions de la Compagnie du Mississippi, bien qu'il n'ait été en rien responsable.
Il meurt le 21 juillet 1721. Il avait épousé Renée-Madeleine de Rambouillet, dame de La Sablière, petite-fille de Jacques-Henri de Cheusse et de Marguerite Hessein de La Sablière. Son fils Daniel-Charles Trudaine (1703-1769) sera intendant des finances de Louis XV.

### Scandale de la Compagnie du Mississippi
« Trudaine partageait ses préventions.  Un jour qu'on lui porta des liasses de papiers sans lui permettre de les compter, il inscrivit dans le procès-verbal : « Tant de papiers qu'on nous a dit monter en totalité à telle somme. » Le régent courroucé remplace Trudaine par Châteauneuf, que son origine étrangère, quoiqu'il eût été ambassadeur et fût alors conseiller d'État devait éloigner de cette place réservée aux seuls Parisiens. Cette destitution irrita le corps de Hôtel-de-Ville ; on répétait partout que le régent avait déclaré que Trudaine était un fort honnête homme, mais qu'il n'entendait rien au système ».

## Honneurs et postérité
- L'Avenue Trudaine à Paris porte son nom.